# 11 de l'Ossa Menor
11 de l'Ossa Menor (11 Ursae Minoris) és un estel situat a la constel·lació de l'Ossa Menor. La seva magnitud aparent és +5,02 i s'hi troba a 390 anys llum del sistema solar. El 2009 es va anunciar el descobriment d'un planeta extrasolar orbitant al voltant d'aquest estel.
11 Ursae Minoris és una gegant taronja de tipus espectral K4III amb una temperatura superficial de ~ 4340 K. La mesura del seu diàmetre angular mitjançant interferometria —corregida per l'enfosquiment de limbe— és de 2,336 ± 0,020 mil·lisegons d'arc, cosa que permet calcular el seu radi, 30,7 vegades més gran que el radi solar. Té una lluminositat 229 vegades major que la del Sol. La seua metal·licitat, dada estretament relacionada amb la presència de sistemes planetaris, és comparable a la solar ([Fe/H] = +0,04). Malgrat això, és relativament pobre en metalls en comparació d'altres estels de la seqüència principal que alberguen planetes extrasolars.
11 Ursae Minoris té una massa de 1,8 - 2 masses solars i una edat estimada de 1.560 ± 540 milions d'anys. Hom pensa que la seva progenitora quan estava a la seqüència principal era una estrella blanca de la seqüència principal.

## Sistema planetari
En 2009 es va descobrir un objecte massiu, denominat 11 Ursae Minoris b, en òrbita al voltant d'11 Ursae Minoris. Té una massa mínima 10,5 vegades major que la Júpiter, cosa per la qual pot ser un planeta massiu o una nana marró si la seva massa és més de 13 vegades major que la de Júpiter. S'hi mou a una distància mitjana de 1,54 ua respecte a l'estel i el seu període orbital és de 516 dies (1,41 anys).
| Company (En ordre des de l'estrella) | Massa (MJ) | Període Orbital (dies) | Eix semimajor (AU) | Excentricitat |
| ------------------------------------ | ---------- | ---------------------- | ------------------ | ------------- |
| 11 Ursae Minoris b                   | > 10,5     | 516,22 ± 3,25          | 1,54 ± 0,07        | 0,08 ± 0,03   |